# نمی‌خواهم بدانم
نمی‌خواهم بدانم (انگلیسی: Don't Wanna Know) ترانه‌ای است از گروه پاپ راک آمریکایی، مارون ۵ و با همراهی خواننده مهمان، رپر آمریکایی، کندریک لامار که در ۱۱ اکتبر ۲۰۱۶ منتشر شد.
آهنگ در ۱۵ کشور جزء ۱۰ آهنگ برتر قرار گرفت که در لبنان و کره جنوبی رتبه ۱ را بدست آورد. بعداً نیز در استرالیا و ایتالیا گواهی‌نامه طلایی را دریافت کرد.